# 이은재 (작곡가)
이은재는 한국의 작곡가이다.

## 학력
- 프랑스 파리 시립음악원 졸업
- 프랑스 불로뉴 국립음악원 졸업
- 서울대학교 대학원 작곡과 석사
- 서울대학교 대학원 작곡과 박사

## 활동
- 서울대, 서울교대, 수원대, 명지대, 성결대 출강
- 운지회, 창악회, 아시아 작곡가 연맹 회원

## 수상
- 중앙음악콩쿠르 2위 (1위 없음)수상
- 난파음악콩쿠르 1위 수상 등

## 작곡 활동
- 관현악을 위한 <초체>
- 관현악을 위한 <해체>
- 현악 합주를 위한 <행체>
- 피아노 트리오를 위한 九仙洞說話(구선동설화) (Tales of Kusundong for Piano Trio)
- 화음 프로젝트 Op.39
- 소프라노, 바이올린, 첼로, 피아노와 타악기 연주자를 위한 <Huis clos> 등